# 5 ноември
5 ноември е 309-ият ден в годината според григорианския календар (310-и през високосна). Остават 56 дни до края на годината.

## Събития
- 1414 г. – Открит е Констанцки събор на Римокатолическата църква, който слага край на Папската схизма.
- 1605 г. – Осуетен е опит за атентат срещу Камарата на лордовете и краля на Англия и Шотландия Джеймс I.
- 1757 г. – Седемгодишната война: Фридрих II побеждава обединените армии на Франция и Свещената римска империя.
- 1885 г. – Сръбско-българската война: Започва Битката при Сливница.
- 1895 г. – Джордж Селдън получава първия американски патент за автомобил.
- 1912 г. – Удроу Уилсън е избран за двадесет и осми президент на САЩ.
- 1913 г. – Великобритания анексира Кипър и заедно с Франция започва военни действия срещу Османската империя.
- 1914 г. – Първата световна война: Великобритания окупира Кипър.

- 1916 г. – Първата световна война: Германия и Австро-Унгария подписват акт за създаване на Регентско полско кралство.
- 1940 г. – Франклин Рузвелт е избран за трети мандат като президент на САЩ.
- 1945 г. – Колумбия е приета за член на ООН.
- 1967 г. – Открит е металургичният комбинат Кремиковци.
- 1968 г. – Ричард Никсън побеждава на президентските избори в САЩ.
- 1979 г. – Аятоллах Хомейни обявява САЩ за „великия сатана“.
- 1994 г. – Акио Морита оповестява оттеглянето си от ръководството на Sony.
- 2002 г. – Космическият апарат Галилео се сближава само на 160 километра с естествения спътник Амалтея и отклонението, оказано върху траекторията на апарата, е измерено с цел точно установяване на масата на спътника.
- 2006 г. – Бившия иракски диктатор Саддам Хюсеин е осъден на смърт чрез обесване за престъпления срещу човечеството.
- 2008 г. – Барак Обама става президент на САЩ.

## Родени
- 1494 г. – Ханс Закс, немски поет и драматург († 1576 г.)
- 1615 г. – Ибрахим I, 18-и султан на Османската империя († 1648 г.)
- 1798 г. – Мария-Каролина от Двете Сицилии, херцогиня дьо Бери († 1870 г.)
- 1809 г. – Едмон Льо Бьоф, маршал на Франция († 1888 г.)
- 1839 г. – Адам Мандрович, хърватски актьор и режисьор († 1912 г.)
- 1854 г. – Пол Сабатие, френски химик, Нобелов лауреат през 1912 г. († 1941 г.)
- 1880 г. – Михаил Садовяну, румънски писател и държавник († 1961 г.)
- 1895 г. – Кирил Преславски, български княз и регент, брат на Борис III († 1945 г. – екзекутиран)
- 1896 г. – Лев Виготски, руски психолог († 1934 г.)
- 1906 г. – Фред Уипъл, американски астроном († 2004 г.)
- 1912 г. – Боян Балабанов, български писател и драматург († 1994 г.)
- 1913 г. – Вивиан Лий, американска актриса († 1967 г.)
- 1920 г. – Дъглас Норт, американски икономист, Нобелов лауреат през 1993 г. († 2015 г.)
- 1920 г. – Корнелиъс Райън, ирландски журналист и писател († 1974 г.)
- 1927 г. – Златка Дъбова, българска художничка († 1997 г.)
- 1931 г. – Айк Търнър, американски рок музикант († 2007 г.)
- 1932 г. – Белчо Белчев, български финансист и политик († 2008 г.)
- 1938 г. – Жо Дасен, френски певец от американски произход († 1980 г.)
- 1939 г. – Божидар Данев, български икономист († 2018 г.)
- 1943 г. – Сам Шепърд, американски драматург и актьор († 2017 г.)
- 1948 г. – Питър Хамил, британски музикант
- 1948 г. – Уилям Филипс, американски физик, Нобелов лауреат
- 1950 г. – Гари Фишър, американски колоездач, създател на планинския велосипед
- 1951 г. – Ханс-Йозеф Ортхайл, немски писател
- 1952 г. – Олег Блохин, украински футболист
- 1958 г. – Робърт Патрик, американски актьор
- 1959 г. – Ангел Грънчаров, български дисидент († 2013 г.)
- 1959 г. – Брайън Адамс, канадски поп певец
- 1959 г. – Митко Аргиров, български футболист
- 1960 г. – Тилда Суинтън, шотландска актриса
- 1963 г. – Тейтъм О'Нийл, американска актриса, най-младата носителка на Оскар за поддържаща роля
- 1965 г. – Кубрат Сакскобургготски, български княз, син на Симеон Сакскобургготски
- 1971 г. – Георги Георгиев-Гого, български актьор
- 1971 г. – Джони Грийнуд, британски музикант
- 1971 г. – Димитър Вацов, български философ
- 1974 г. – Ангела Госов, немска певица
- 1974 г. – Джули Джеймс, американска писателка
- 1978 г. – Михалис Хадзиянис, гръцки певец и композитор
- 1981 г. – Джемал Берберович, босненски футболист
- 1986 г. – БоА, южнокорейска певица
- 1987 г. – Кевин Джонас, американски музикант и актьор

## Починали
- 1370 г. – Кажимеж III, крал на Полша (* 1310 г.)
- 1807 г. – Ангелика Кауфман, швейцарска художничка, портретистка (* 1741 г.)
- 1879 г. – Джеймс Клерк Максуел, шотландски математик (* 1831 г.)
- 1885 г. – Васил Данаджиев, български офицер (* 1858 г.)
- 1922 г. – Любомир Весов, български революционер и поет (* 1892 г.)
- 1923 г. – Георги Евстатиев, български художник (* 1875 г.)
- 1930 г. – Кристиан Еикман, холандски патолог, Нобелов лауреат през 1929 г. (* 1858 г.)
- 1932 г. – Дончо Палавеев, български предприемач в производството на тютюневи изделия (* 1845 г.)
- 1942 г. – Кейго Кийоура, министър-председател на Япония (* 1850 г.)
- 1944 г. – Алексис Карел, френски и американски хирург, Нобелов лауреат през 1912 г. (* 1873 г.)
- 1951 г. – Агрипина Ваганова, руска балерина (* 1879 г.)
- 1951 г. – Борис Борозанов, български актьор и режисьор (* 1897 г.)
- 1960 г. – Мак Сенет, канадски и американски актьор и режисьор (* 1880 г.)
- 1963 г. – Луис Сернуда, испански поет (* 1902 г.)
- 1977 г. – Алексей Стаханов, руски миньор, родоначалник на така нар. стахановско социалистическо съревнование (* 1905 г.)
- 1977 г. – Рене Госини, френски писател (* 1926 г.)
- 1989 г. – Владимир Хоровиц, руски пианист (* 1903 г.)
- 1991 г. —
  - – Робърт Максуел, британски медиен магнат (* 1923 г.)
  - – Фред Макмъри, американски актьор (р. 1908 г.)
- 1992 г. – Арпад Ело, американски физик и шахматист от унгарски произход (* 1903 г.)
- 1994 г. – Алберт Шестерньов, съветски футболист (* 1941 г.)
- 1996 г. – Димитър Пеев, български писател (* 1919 г.)
- 1998 г. – Милко Борисов, български физик, академик (* 1921 г.)
- 2000 г. – Петър Дертлиев, български политик (* 1916 г.)
- 2005 г. – Джон Фаулз, британски писател (* 1926 г.)
- 2006 г. – Бюлент Еджевит, министър-председател на Турция (* 1925 г.)
- 2014 г. – Манитас де Плата, френски фламенко китарист (* 1921 г.)

## Празници
- Световен ден на мъжете – Празникът е въведен по идея на бившия президент на Русия Михаил Горбачов, която е подкрепена от службата на ООН във Виена, както и няколко други международни организации. За първи път денят е отбелязан през 2000 година. В България Денят на мъжете се празнува за пръв път през 2011 г.
- Ден на металурга – Отбелязва се от 1963 г.
- Световен ден на ромския език